# Бердиж (пам'ятка археології)
Бердиж — палеолітична стоянка на правому березі Сожу, біля села Бердиж Чечерського району Гомельської області (Білорусь).
Досліджувалася в 1926—1929 і 1938—1939 К. М. Полікарповичем і З. Н. Замятніним, в 1959—1961 — В. Д. Будько. Знайдено велику кількість кісток тварин (головним чином мамонта). Серед кам'яних знарядь — наконечники списів з бічними виїмками, скребки, примітивні різці, ножевидні пластини та інше. У 100—120 м на північний захід від стоянки в 1953 році відкрито найбільш ранній культурний шар, який деякі археологи відносять до мустьєрської епохи.
Датується (разом зі стоянкою Юровичі) 25,000—22,000 роками до н. е.
Найбільш значуща подія Сожськіх розвідок припала на 9 серпня 1926 року, коли в урочищі Колодежки, між селами Бердиж і Подлужжя, Полікарпович заговорив про знахідки старовини з місцевим пастухом, що сидів на великій купині, яка, при найближчому розгляді, виявилася черепом мамонта.
На стоянці виявлено скупчення великих кісток мамута, які, вочевидь, давні люди використовували для побудови довгочасних зимових жител. Крім того, знайдено кістки первісного коня, зубра, ведмедя, вовка, песця.
Особливості крем'яних знарядь (наконечники з боковою виїмкою, великі пластини, різці примітивного типу) дають підставу вважати Бердижську стоянку однією з оріньяцько-солютрейських стоянок.